# ホープの会
ホープの会（ホープのかい）
1. 名古屋南福音自由教会主催の自彊術体操の会[1]
2. 横浜市の中途障害者リハビリ教室[2]
3. 京都市右京区の子どもを亡くした人のための集い[3]
4. 複合性局所疼痛症候群(CRPS)/疼痛症候群患者の会ホープの会。本項で解説

ホープの会（ホープのかい、複合性局所疼痛症候群(CRPS)/疼痛症候群患者の会ホープの会）は、複合性局所疼痛症候群（CRPS）およびその他の疼痛症候群の患者を支援することを目的とした、日本の患者会である。
この患者会は、患者およびその家族に対する支援を提供し、CRPSに関する認知度を高めるために活動を行っている。

## 設立背景
ホープの会は、複合性局所疼痛症候群（CRPS）という難治性の疾患を抱える患者たちが支え合い、情報交換を行うために2024年10月7日鹿児島県にて設立された。
この疾患は非常に少ない症例であり、その認知度が低いため、患者の社会的理解や医療的支援が不足している現状があった。

## 目的と活動内容
ホープの会の主な目的は以下の通りである。
1. 認知度の向上：CRPSに関する社会的認知度を高め、患者への理解を深めるための活動。
2. 患者支援：患者やその家族への情報提供、相談支援、交流の場を提供し、精神的なサポートを行う。
3. 医療・福祉支援：患者の医療や福祉に関連する情報の提供や、必要な支援を受けられるように働きかける。
4. 政策提言：CRPSを指定難病もしくは、それらに準じる制度政策の策定を政府や関係機関に対して提言を行う。

### 活動の例
- オンライン交流会：患者や家族が参加できるオンラインでの交流会を定期的に開催し、情報交換や互いの励まし合いの場を提供。
- メディア活動：CRPSに関する知識を広めるため、テレビ、ラジオ、新聞などのメディアへのアプローチを行い、患者の声を伝える活動。
- SNSによる情報発信：X（旧Twitter）やnote、FacebookなどのSNSを活用し、CRPSに関する情報発信や会の活動を広める。

## 現在の活動
ホープの会は、設立から間もないものの、SNSを活用した積極的な情報発信を行い、CRPSの認知度向上に努めている。特に、X（旧Twitter）やnoteなどのプラットフォームを活用し、患者やその家族への情報提供を行っている。オンライン交流の場も設け、患者同士のつながりを支援している。
また、鹿児島県難病支援ネットワークに加盟しており、地域の難病患者支援団体と連携しながら活動を行っている。これにより、鹿児島県内のCRPS患者が適切な支援を受けられるよう取り組んでいる。

### 組織構成
ホープの会は、患者とその家族を中心に構成されており、活動を支えるためのボランティアや専門家の協力も得ている。また、オンライン上のサポートグループやSNSを活用して情報を発信している。

### 関連団体
ホープの会は、日本国内で活動している複数の患者会と連携し、互いに支援し合うネットワークを築いている。また、医療機関や福祉機関、地域社会とも協力し、患者支援の向上を目指している。